# Venus.de – Die bewegte Frau
Venus.de – Die bewegte Frau (internationaler Titel: Venus Talking) ist ein deutscher Film aus dem Filmjahr 2000. Regie führte Rudolf Thome.

## Inhalt
Im Sommer 2000 zieht die verheiratete Venus Siebenberg vom Land nach Berlin um, wo sie an einem Romanprojekt arbeitet. Damals war das Internet noch ein relativ neues Medium und der Internetzugang war zu dieser Zeit für viele Menschen noch nichts Alltägliches.
An ihrem Schreibtisch steht eine Webcam, mit der Besucher ihrer Webseite den Schreibprozess beobachten können. Gleichzeitig erhält sie anzügliche E-Mails von Hans Neumann, der sich Pluto nennt, welche sie abblockt. Inspirationen für ihren Roman entnimmt sie der Lektüre von Zeitschriften und auch dem Film Herbstgeschichte von Éric Rohmer, den sie im Kino sieht.
Zur selben Zeit experimentieren auch die Kinder von Venus mit dem Medium Internet und Webcams.
Venus bemerkt, dass eine zusätzliche versteckt angebrachte Webcam in ihrem Büro angebracht und sie auch beim außerehelichen Geschlechtsverkehr beobachtet wurde. Deshalb möchte sie das Projekt aufkündigen.
Als Venus aus ihrem Büro auszieht, bemerkt sie im Treppenhaus ein Ölgemälde, das sie beim Arbeiten am Computer zeigt. Sie packt es ein und fährt anschließend mit dem Auto zurück zu ihrer Familie.

## Kritik
„Rudolf Thome entwirft eine weitere ‚Versuchsanordnung‘ über die Themen Arbeit und Familie, Liebe und Ehe, wobei er in seiner offenen, ebenso unverkrampften und entspannten Erzählweise für ein utopisches Ideal einer ‚freien‘ Liebe einnimmt, die nicht von gängigen Moralvorstellungen, sondern von Vertrauen und aufrichtiger Zuneigung bestimmt wird.“